# Simon Zajc
Simon Zajc (ur. 25 czerwca 1980) – słoweński polityk i dziennikarz, parlamentarzysta i wiceminister, w latach 2019–2020 minister środowiska i zagospodarowania przestrzennego.

## Życiorys
W 2003 ukończył studia z nauk o bezpieczeństwie na Uniwersytecie Mariborskim. Pracował zawodowo jako dziennikarz oraz moderator w słoweńskich stacjach radiowych i telewizyjnych, a także jako członek redakcji słoweńskiego wydania magazynu „Cosmopolitan”. Był współwłaścicielem firmy zajmującej się produkcją wideo, a także menedżerem w prywatnym przedsiębiorstwie. Okazjonalnie występował jako stand-uper.
Zaangażował się w działalność polityczną w ramach Partii Mira Cerara, przekształconej w Partię Nowoczesnego Centrum. Z jej ramienia w 2014 wybrano go do Zgromadzenia Państwowego, a w 2018 został sekretarzem stanu w ministerstwie środowiska i zagospodarowania przestrzennego. W marcu 2019 stanął na czele tego resortu w ramach rządu Marjana Šarca (zastąpił Jurego Lebena). Zakończył urzędowanie wraz z całym gabinetem w marcu 2020, następnie został sekretarzem stanu w ministerstwie rozwoju gospodarczego i technologii w trzecim rządzie Janeza Janšy. Kierował także międzyresortowym zespołem mającym zapewnić obywatelom dostęp do wody.